# Cipriotas gregos

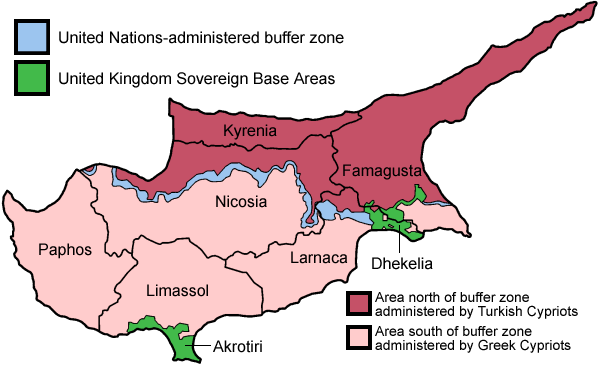
As áreas de bege são administrados por cipriotas gregos

Distribuição étnica em 1973. A cor amarela mostra territórios com população predominantemente grega, enquanto a roxa mostra a população predominantemente turca

Cipriotas gregos (em grego: Ελληνοκύπριοι; romaniz.: Ellinokýprioi; em turco: Kıbrıslı Rumlar) são a população de etnia grega de Chipre, formando a maior comunidade etnolinguística do sul da ilha a 77% da população . Os cipriotas gregos são na sua maioria membros da Igreja de Chipre, uma Igreja Ortodoxa Grega Autocéfala na comunhão maior do Cristianismo Ortodoxo. Em relação à Constituição de 1960 de Chipre, o termo também inclui maronitas de língua árabe, armênios e católicos de rito latino ("latinos"), que foi dado a opção de serem incluídos em uma ou outra das duas comunidades constituintes (grego ou turco) e votaram pela adesão à comunidade cipriota grega.